# Nissan Livina
La Nissan Livina è un'autovettura di medie dimensioni prodotta dalla casa automobilistica giapponese Nissan Motor dal 2006 in tre generazioni. È a trazione anteriore e a motore anteriore, ed è disponibile solo con carrozzeria familiare. La cinque posti è venduta come Nissan Livina, mentre la sette posti è venduta come Nissan Geniss o Nissan Grand Livina.

## La prima serie (L10): 2006-2013

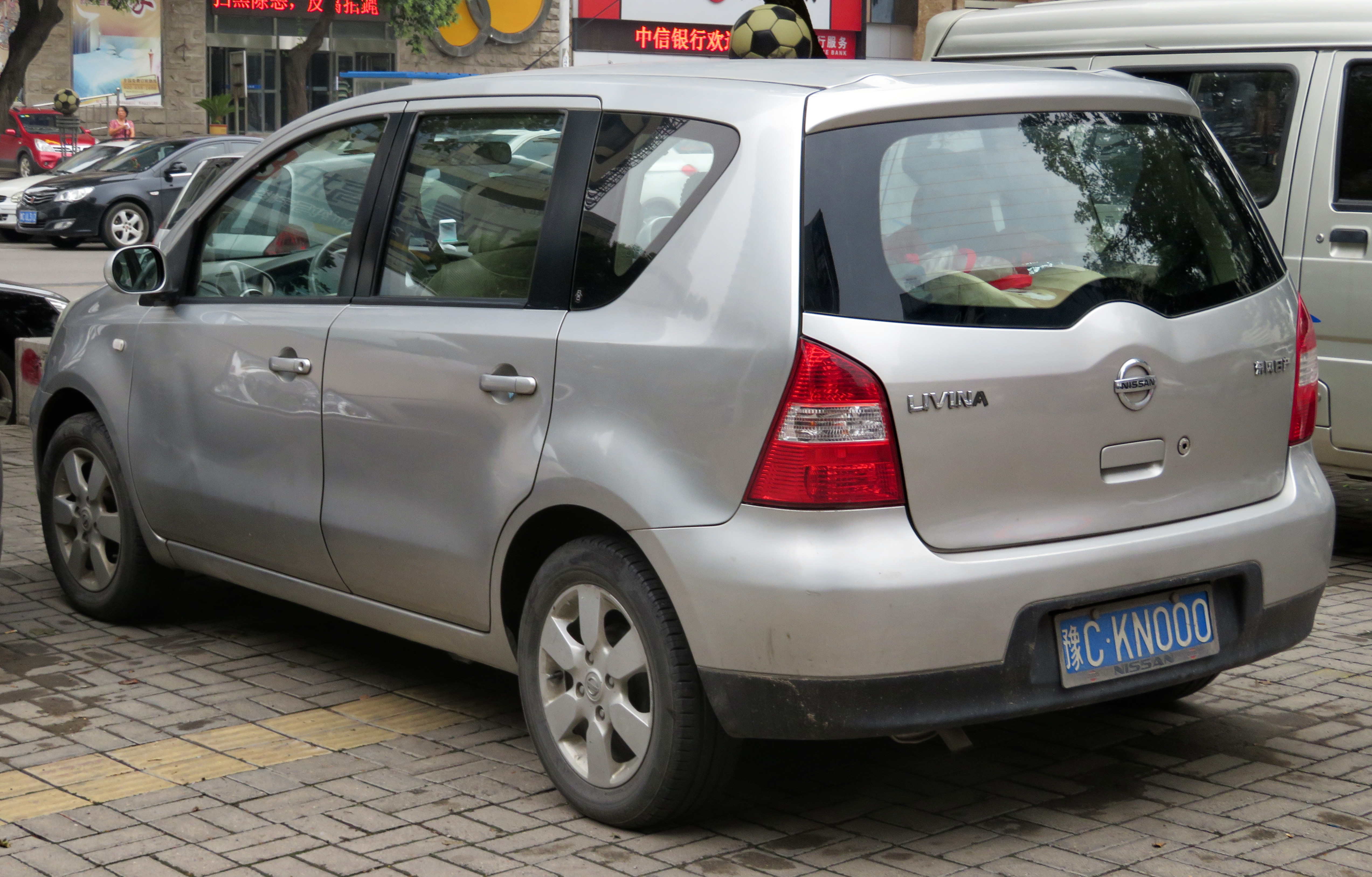
Il retro di una Nissan Livina prima serie

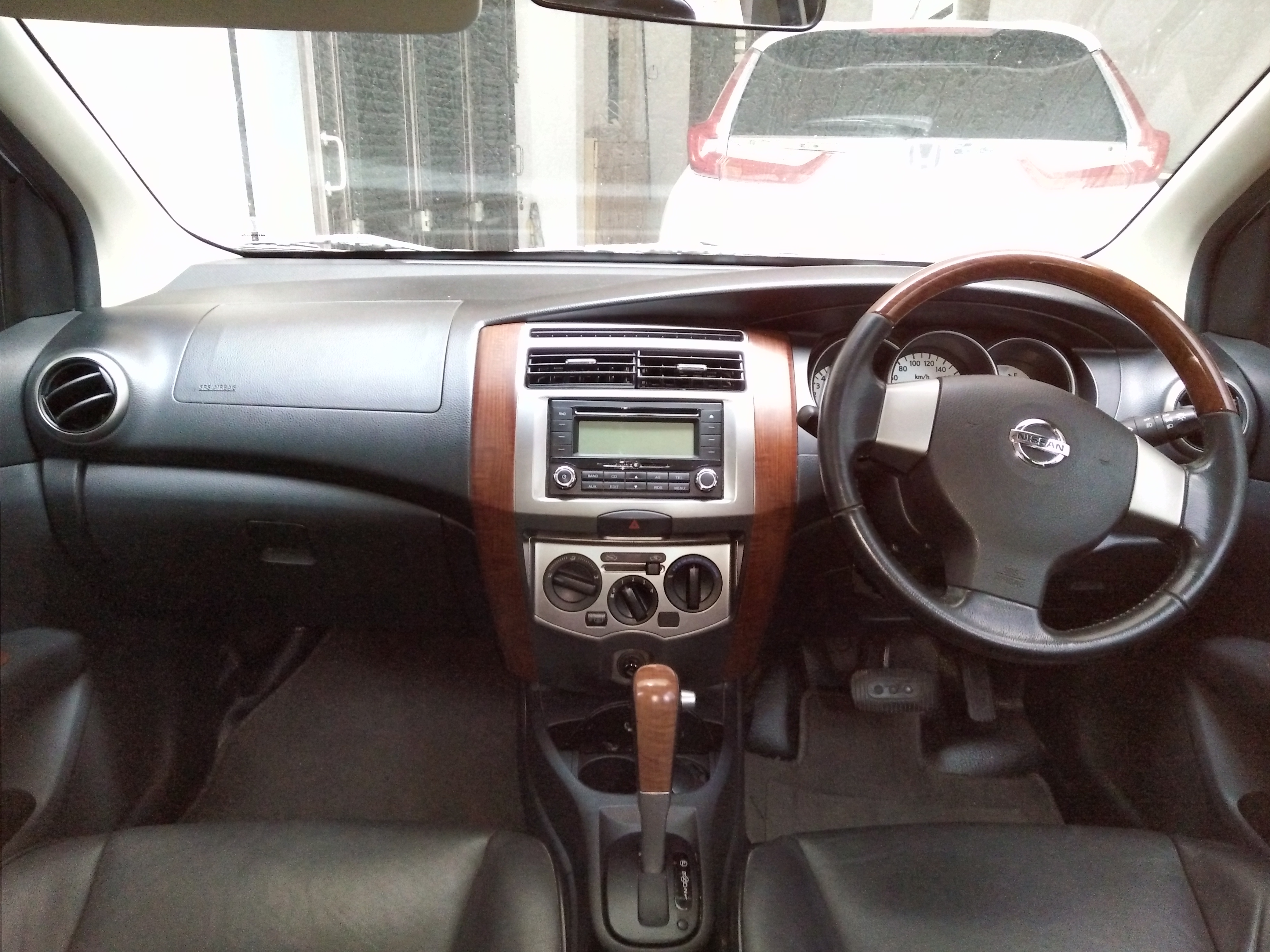
Gli interni di una Nissan Livina prima serie

La prima generazione di Livina è stata presentata il 6 luglio 2006 al salone dell'automobile di Guangzhou ed è entrata in produzione nel dicembre 2006. La Livina è stato il primo di una serie di nuovi modelli offerti in tutto il mondo e il primo veicolo Nissan ad essere presentato in Cina. Nel 2007 la Livina è stata introdotta in Indonesia, ma inizialmente solo come sette posti con il nome di Nissan Grand Livina. La cinque posti in seguito seguì come Nissan Livina. Nel dicembre 2007, il modello è apparso in Malaysia. Nel gennaio 2008 la Livina e la Grand Livina sono state messe in vendita in Sudafrica. Nel luglio 2008 la Grand Livina è stato lanciata nelle Filippine. Inoltre, nel settembre 2008, è stata introdotta la versione Livina X-Gear, che è caratterizzata da una linea crossover con attacchi in plastica non verniciati, ma è tecnicamente invariata rispetto alla Livina standard. In Malesia questa versione viene venduta come X-Gear, in Cina viene utilizzato il nome Livina C-Gear.
Il cambio era manuale a cinque o sei rapporti e automatico a quattro marce. La motorizzazione offerta era composta esclusivamente da propulsori a benzina a quattro cilindri in linea. Più precisamente erano offerti un motore da 1,5 L di cilindrata e 99 CV di potenza, un motore da 1,6 L e 118 CV e un motore da 1,8 L e 128 CV. 

## La seconda serie (L11): 2013-2019

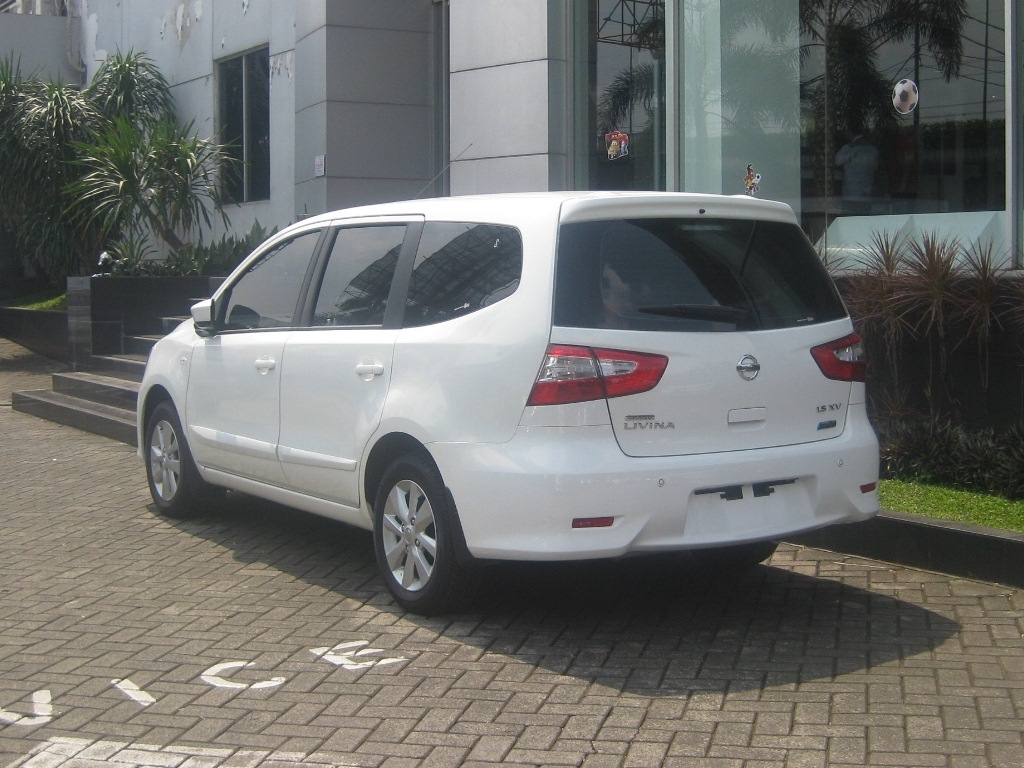
Il retro di una Nissan Livina seconda serie

Nel 2013 è stata introdotta la nuova generazione della Livina, che fu offerta nelle versioni SV, XV, Highway Star e X-Gear. Il cambio era manuale a sei rapporti e automatico continuo a quattro marce. La motorizzazione offerta era composta esclusivamente da propulsori a benzina a quattro cilindri in linea. Più precisamente erano offerti un motore da 1,5 L di cilindrata e 99 CV di potenza e un motore da 1,8 L e 128 CV.

## La terza serie (ND1W): 2019-

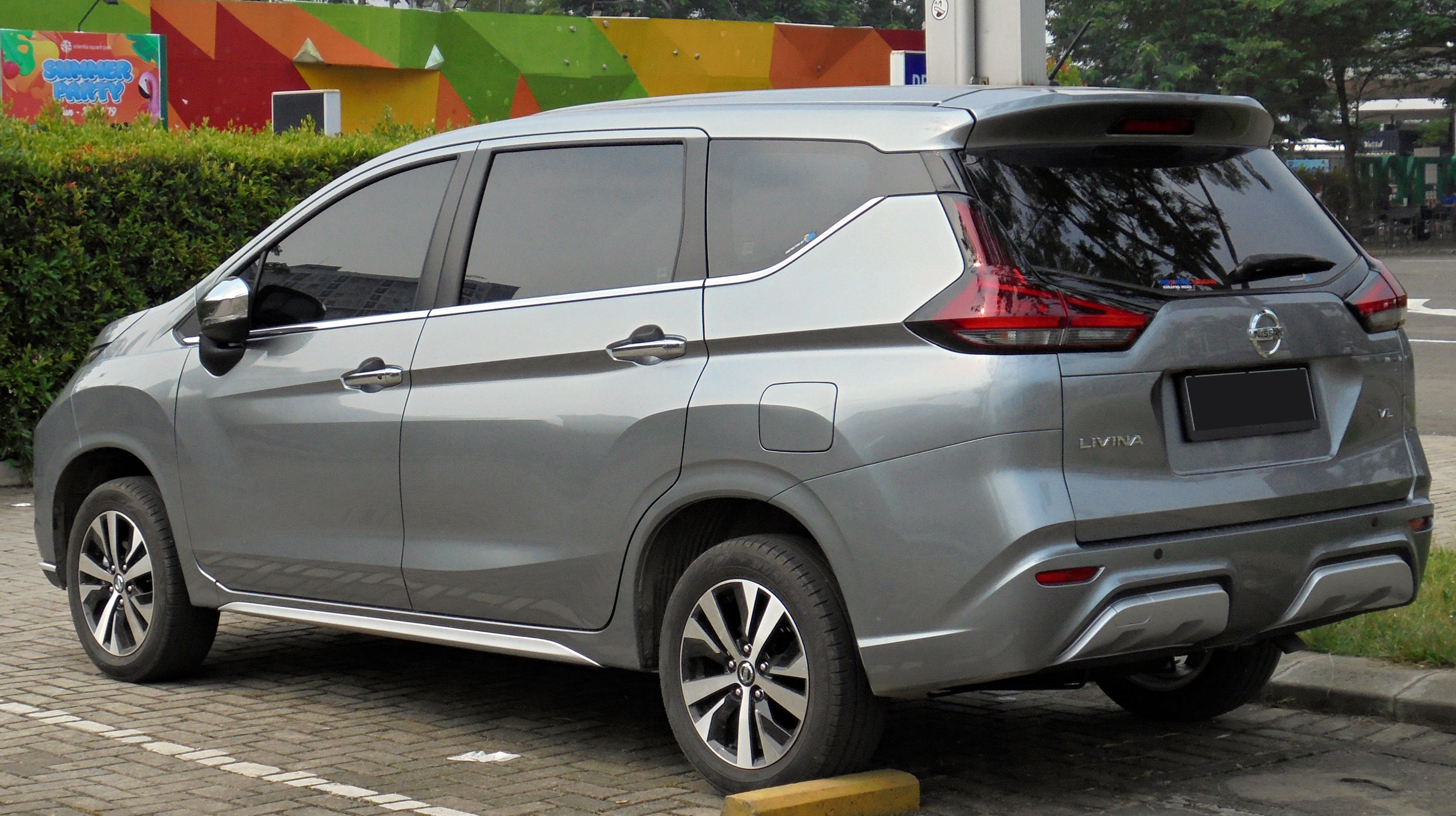
Il retro di una Nissan Livina terza serie

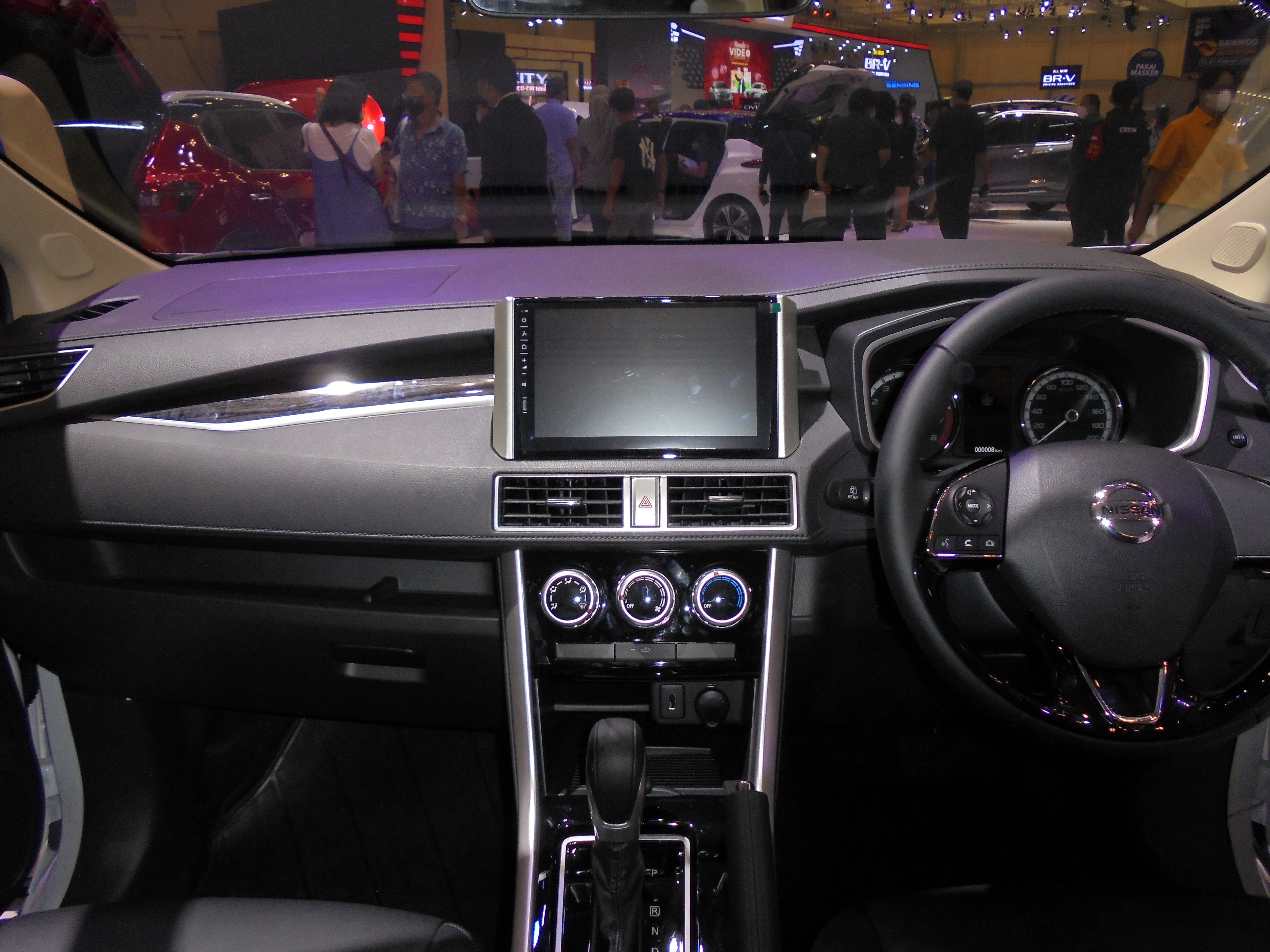
Gli interni di una Nissan Livina terza serie

La terza generazione della Livina è stata lanciata sui mercati nel 2019 ed è realizzata in Indonesia. È una variante realizzata con il badge engineering della Mitsubishi Xpander del 2017. Il cambio è manuale a cinque rapporti e automatico a quattro marce. La motorizzazione offerta è composta esclusivamente da un propulsore a benzina MIVEC a quattro cilindri in linea da 1,5 L di cilindrata e 109 CV di potenza.